# Balboa (singolo)
Balboa è un singolo del gruppo musicale finlandese Blind Channel, pubblicato il 13 agosto 2021 come secondo estratto dal quarto album in studio Lifestyles of the Sick & Dangerous.

## Descrizione
Il brano, il cui titolo è un omaggio al personaggio Rocky Balboa interpretato da Sylvester Stallone, si caratterizza musicalmente per la fusione tra strofe marcatamente nu metal, con influenze glitch, parti in scream e riff veloci di chitarra, e un ritornello più vicino al pop. Riguardo al significato del testo, il gruppo ha dichiarato:

## Video musicale
Il video, diretto da Aleksei Kulikov e filmato su un campo da pugilato, è stato pubblicato in contemporanea con il lancio del singolo attraverso il canale YouTube della Century Media Records.

## Tracce
1. Balboa – 3:12

## Classifiche
| Classifica (2021) | Posizione massima |
| ----------------- | ----------------- |
| Finlandia         | 12                |